# Ministergesetz (Niedersachsen)
Das Gesetz über die Rechtsverhältnisse der Mitglieder der Landesregierung, kurz Ministergesetz, ist ein niedersächsisches Landesgesetz. Es regelt das Amtsverhältnis der Minister und des Ministerpräsidenten zum Bundesland Niedersachsen.
Das Ministergesetz besteht aus 20 Paragrafen. Geregelt ist darin unter anderem, dass Minister „neben ihrem Amt kein anderes besoldetes Amt, kein Gewerbe und keinen Beruf ausüben“ dürfen (§ 5), die Besoldung der Mitglieder der Landesregierung (§ 9) sowie Versorgungs- und Ruhegehaltsansprüche.
Gem. § 5 Abs. 4 Ministergesetz dürfen die Mitglieder der Landesregierung, auch nach Beendigung ihres Amtsverhältnisses, keine Belohnungen und Geschenke in Bezug auf ihr Amt annehmen. Die Landesregierung kann jedoch Ausnahmen zulassen. Diese Regelung war 2011 im Zusammenhang mit der Annahme eines günstigen Privatkredits durch den damaligen niedersächsischen Ministerpräsidenten Christian Wulff und der Wulff-Affäre von Bedeutung gewesen.